# All You Want
"All You Want" é uma canção de Dido, lançado como quarto single e final do álbum de estreia da cantora, No Angel.

## Faixas e formatos

### Versão limitado do Reino Unido 3" CD
1. "All You Want" (Single version) - 4:03
2. "All You Want" (Divide & Rule Remix) - 7:17
3. "All You Want" (Live) - 4:13
4. "Christmas Day" - 4:03

### Reino Unido promocional CD
1. "All You Want" (Radio Edit) - 4:03
2. "Christmas Day" - 4:03

### Reino Unido 1-track promocional CD-R
1. "All You Want" (Divide & Rule Radio Edit) - 3:49

### Espanhol promocional CD
1. "All You Want" (Radio Edit) - 3:53

## Desempenho

### Posições
| Tabelas musicais (2001) | Melhor Posição |
| ----------------------- | -------------- |
| Russian Singles Chart   | 8              |
| UK Singles Chart        | 22             |